# Allan Carlsson
Pour les articles homonymes, voir Carlsson.
Allan Carlsson est un boxeur suédois né le 8 novembre 1910 à Örebro et mort le 17 novembre 1983 à Norrköping.

## Carrière
Il remporte la médaille de bronze aux Jeux de Los Angeles en 1932 dans la catégorie poids plumes. Après avoir battu Katsuo Kameoka puis John Hines, Carlsson s'incline en demi-finale contre l'argentin Carmelo Robledo. 

## Palmarès

### Jeux olympiques
- Jeux olympiques de 1932 à Los Angeles[1] (poids plumes)